# Троян, Галина Антоновна
Троян Галина Антоновна (15 марта 1921, Весёлые Терны, Екатеринославская губерния — 18 октября 1970, Черновцы) — советская учёная-медик. Доктор медицинских наук (1964), профессор (1965).

## Биография
Родилась 15 марта 1921 года в посёлке Весёлые Терны (ныне в черте города Кривой Рог).
В 1939 году поступила в Днепропетровский университет на медицинский факультет, в 1941 году после 3-го курса обучения мобилизована для работы медицинской сестрой в военном госпитале.
Участница Великой Отечественной войны. В 1941—1945 годах работала в разных военных госпиталях.
В 1945 году продолжила обучение в Харьковском медицинском институте, который окончила в 1948 году.
В 1948 году по распределению направлена на работу дерматовенерологом в Черновицкую область. Перешла на работу бактериологом и микологом в Черновицкий кожновенерический диспансер, где работала два года.
Поступила в Черновицкий медицинский институт, где училась в аспирантуре при кафедре кожных и венерических заболеваний (научный руководитель профессор Зиновий Гржебин). В 1953 году переведена на должность ассистента кафедры микробиологии.
В 1953 году защитила кандидатскую диссертацию «Грибковая микрофлора на Буковине», в 1964 году защитила докторскую диссертацию «Стрептококковая инфекция при ревматизме (бактериологические и иммунологические исследования)», в 1965 году присвоено учёное звание профессора.
В 1963—1967 годах работала по совместительству деканом лечебного факультета. В 1964—1970 годах — заведующая кафедрой микробиологии, вирусологии и иммунологии.
Умерла после продолжительной болезни 18 октября 1970 года в Черновцах.

## Научная деятельность
Исследовала проблемы возбудителей дерматомикозов, стрептококков при ревматизме. Заложила основы нового направления научных исследований — поиска и изучения синтетических соединений, обладающих антимикробной активностью.
Автор антимикробного препарата декаметоксина, используемого в практической медицине.
Подготовила 6 кандидатов наук: Палий Г. К., Сидорчук И. И., Гойхберг Ф. Ц., Гаевский Л. Д., Волянский Ю. Л., Тищенко К. И.

### Научные труды
- Изучение антимикробных и фармакологических свойств аммониевых солей, производных гекса- и гептаметилендиамина // Антибиотики и медицинская биотехнология. 1967. № 2 (в соавторстве).
- Микробиологическое исследование в ряду оловоорганических соединений // Материалы 2-й республиканской научной конференции по физиологии микроорганизмов. Ужгород, 1969 (в соавторстве).
- Влияние сочетания продигиозана с декаметоксином на течение и исход экспериментальной септицемии белых мышей // Антибиотики и медицинская биотехнология. 1971. № 5 (в соавторстве).

## Награды
- Значок «Отличнику здравоохранения»;
- Три боевых медали.